# قائمة مؤلفات ليو تولستوي

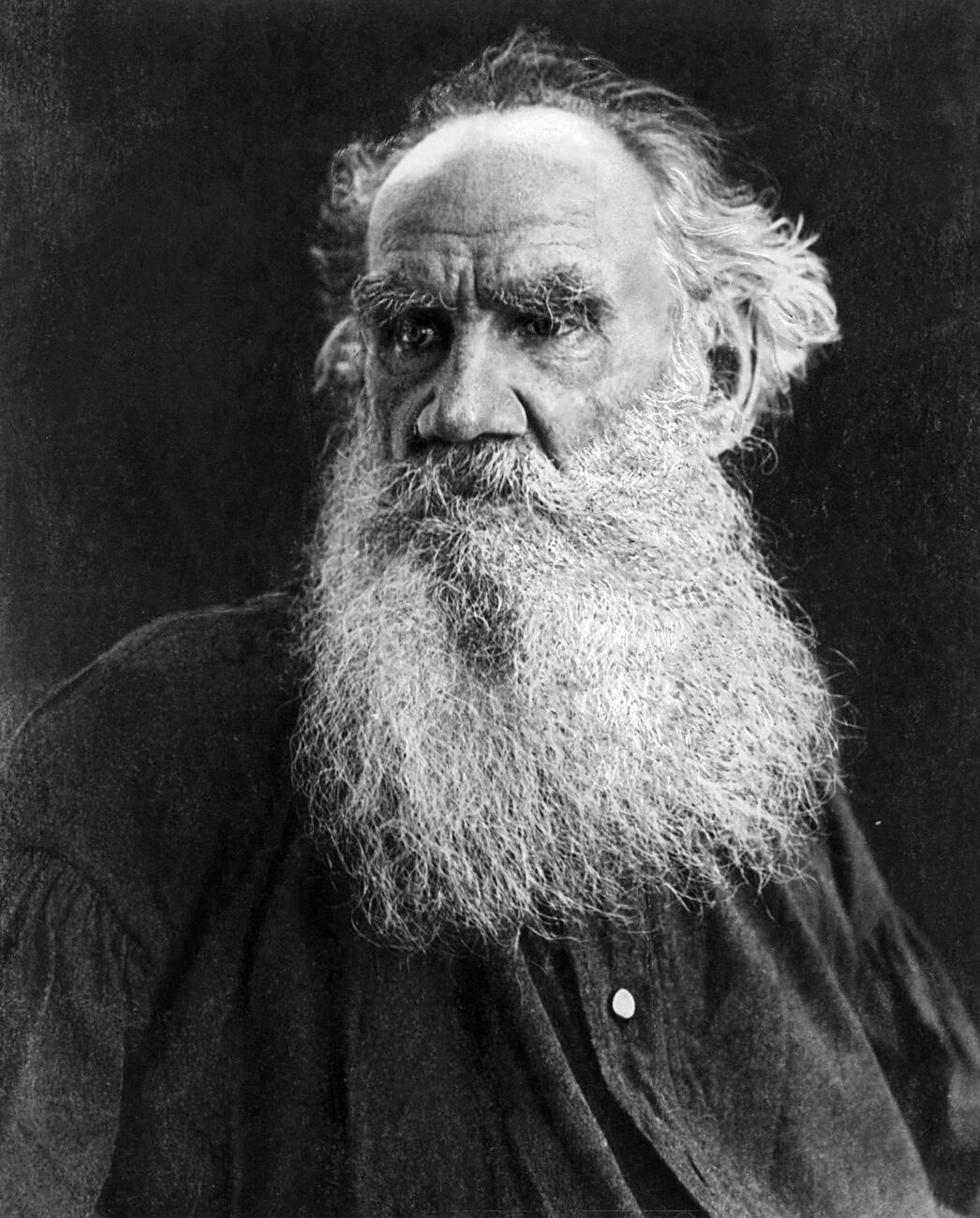

في الأسفل قائمة بالأعمال التي كتبها الكاتب الروسي ليو تولستوي (1828-1910)، بما في ذلك رواياته الخيالية ورواياته القصيرة والقصص القصيرة ومسرحياته ورواياته غير الخيالية.

## الأعمال الروائية

### ثلاثية السيرة الذاتية
1. الطفولة (بالإنجليزية: Childhood) (بالروسية: Детство)
2. الصَّبا (بالإنجليزية: Boyhod) (بالروسية: Отрочество)
3. الشباب (بالإنجليزية: Youth) (بالروسية: Юность )

### الروايات الخيالية
- الحرب والسلم (بالروسية: Война и мир)
- آنا كارينينا (بالروسية: Анна Каренина)
- البعث (بالروسية: Воскресение)

### الروايات القصيرة
- سعادة الأسرة (بالإنجليزية: Family Happiness) (بالروسية: Семейное счастье) عام 1859
- القوزاق (بالإنجليزية: The Cossacks) (بالروسية: Казаки ) عام 1863
- موت إيفان إيليتش (بالإنجليزية: The Death Of Ivan Ilyich) (بالروسية: Смерть Ивана Ильича) عام 1886
- كروتزر سوناتا (بالإنجليزية: The Kreutzer Sonata) (بالروسية: Крейцерова соната) عام 1889
- الشيطان (بالإنجليزية: The Devil) (بالروسية: Дьявол) عام 1911
- القسيمة المزيفة (بالإنجليزية: The Forged Coupon) (بالروسية: Фальшивый купон) عام 1911
- الحاج مراد (بالإنجليزية: Hadji Murat) (بالروسية: Хаджи-Мурат) بين عامي 1912 و1917

### الأعمال المسرحية
- قوة الظلام (بالإنجليزية: The Power of Darkness) (بالروسية: Власть тьмы) عام 1886
- المُقطّر الأول (بالإنجليزية: The First Distiller) عام 1886
- النور يُضيء في الظلام (بالإنجليزية: The Light Shines in Darkness) عام 1890
- فاكهة التنوير (بالإنجليزية: The Fruits ofEnlightement) (بالروسية: Плоды просвещения) عام 1891
- الجثة الحيّة (بالإنجليزية: The Living Corpse) (بالروسية: Живой труп ) عام 1900
- السبب بالكامل (بالإنجليزية: The Cause of it All) عام 1910

## الروايات الغير خيالية

### أعماله في الأدب والفن
- أعمال غاي دي موباسانت (بالإنجليزية: The Works of Guy de Maupassant ) عام 1894
- ما هو الفن؟ (بالإنجليزية: What is Art?) عام 1897
- الفن واللافن (بالإنجليزية: Art and Not Art) عام 1897
- شكسبير والدراما (بالإنجليزية: Shakespeare and the Drama) عام 1909

### المقالات والمنشورات
- تطلعات بلا معنى (بالإنجليزية: Meaningless aspirations) (بالروسية: Бессмысленные мечтания) عام 1895
- لا أستطيع أن أكون أبكمًا (بالإنجليزية: I can't be silent) عام 1908

### الأعمال التربوية
- أعمال من صحيفة تولستوي حول التعليم )ياسنايا بوليانا – بالروسية: Yasnaya Polyana) بين عامي 1861 و 1862
- الكتاب التمهيدي أو الأول (بالإنجليزية: A Primer) عام 1872
- عن الإرشادات الشائعة (بالإنجليزية: On Popular Instruction) عام 1874
- الكتاب التمهيدي الجديد (بالإنجليزية: A New Primer ) عام 1875